# Четиринадесетостен
Четиринадесетостенът (тетрадекаедър или тетракайдекаедър) е многостен с четиринадесет стени. Съществуват 1 496 225 352 изпъкнали четиринадесетостена.

## Архимедови тела
- Кубоктаедър
Дуалност: ромбичен додекаедър
- Пресечен куб
Дуалност: триделен октаедър
- Пресечен октаедър
Дуалност: четириделен хексаедър

## Призматоиди
- Дванадесетоъгълна призма
Дуалност: дванадесетоъгълна дипирамида
- Шестоъгълна антипризма
Дуалност: шестоъгълен трапецоедър

## Джонсънови тела
- Удължена триъгълна купола
- Триъгълна ортобикупола
Дуалност: трапецоромбичен дванадесетостен
- Триувеличена триъгълна призма
Дуалност: асоциаедър
- Околодвуувеличена шестоъгълна призма
- Близкодвуувеличена шестоъгълна призма
- Увеличен пресечен тетраедър
- Сфенокорона
- Билунабиротунда

### Копланарни
- Шестоъгълна купола

## Многостени с полуправилни стени
- Двуразделен правилен двадесетостен
- Шестоъгълен пресечен трапецоедър
Дуалност: завъртяноудължена шестоъгълна дипирамида
- Многостен на Цасар
Дуалност: многостен на Силази